# Silene demirizii
Silene demirizii är en nejlikväxtart som beskrevs av Kemal Yildiz och Ali Çirpici. Silene demirizii ingår i släktet glimmar, och familjen nejlikväxter. Inga underarter finns listade i Catalogue of Life.